# Saprosites mesosternalis
Saprosites mesosternalis är en skalbaggsart som beskrevs av Lea 1923. Saprosites mesosternalis ingår i släktet Saprosites och familjen Aphodiidae. Inga underarter finns listade i Catalogue of Life.